# LHCb
Az LHCb („Large Hadron Collider beauty”) kísérlet a CERN nagy hadronütköztető gyűrűjének egyik detektora az öt közül. Az LHCb célja, hogy megmérje a CP-sértést az úgynevezett b-kvarkot (bottom vagy beauty kvarkot) tartalmazó hadronok kölcsönhatásánál. Ennek a szimmetriasértésnek nagy szerepe lehet abban, hogy az Ősrobbanást követően az antianyag és az anyag nem semmisítette meg kölcsönösen egymást teljes mértékben.

## Az LHCb detektor
Azt a tényt használták ki az LHCb detektor tervezésekor, hogy a B-hadronok is főként ugyanúgy a tengelyhez kis szögben lépnek ki, mint a B-mezonok. Az LHCb detektor egy egykarú spektrométer, amely a tengelyhez képest 10 mrad-tól érzékel horizontálisan (vízszintesen) 300 mrad-ig vertikálisan (függőlegesen) 250 mrad-ig. A horizontális és vertikális közötti aszimmetriát a nagy kétpólusú (dipól) mágnes, okozza, amelynek fő összetevője függőleges irányú.
A vertexdetektor a protonok ütközési helyéhez (a vertexhez) legközelebb elhelyezkedő detektorrész. Arra szolgál, hogy a részecskék pályáját rögzítse az ütközés helyéhez közel, hogy könnyebben megkülönböztethetőek legyenek az elsődleges és másodlagos vertexek. (A másodlagos vertexek a gyorsan bomló részecskéktől származnak, pontos méréssel látható, hogy a részecske nyoma nem az ütközés helyéről indul ki, hanem kicsit arrébbról, ahol a részecske elbomlott.)
Közvetlenül a vertexdetektor után a RICH-1, (Ring Image CHerenkov detector) helyezkedik el, mely a Cserenkov-sugárzás kúpszögének mérésével a részecske sebességét tudja megmérni, így a kis lendületű részecskéket azonosítja.
A fő nyomkövető rendszer részben kétpólusú (dipól) mágnesben található. Ez a töltött részecskék pályájának (trajektóriájának) rekonstrukcióját szolgálja és a lendületük mérését.
A nyomkövető rendszer után a RICH-2 található, mely a nagy lendületű részecskék azonosítására szolgál.
Az elektromágneses kaloriméterek az elektronok és fotonok energiájának, a hadron-kaloriméterek a hadronok energiájának mérésére szolgálnak. Ezek a mérések trigger szinten a nagy transzverzális lendületű részecskék azonosítására szolgál, azaz azokéra, amelyeknek a lendülete főként a nyaláb irányára merőleges.
A müonrendszer segítségével állapítható meg, hogy mely nyomok tartoztak müonokhoz.

## Külső hivatkozások
- LHCb hivatalos honlap